# Radio Nordseewelle
Radio Nordseewelle est une radio privée régionale de Basse-Saxe.

## Histoire
Le 24 septembre 2013, la Niedersächsische Landesmedienanstalt publie un appel d'offres pour des fréquences de transmission en VHF gratuites attribuées à une radio commerciale locale en Frise orientale. Les demandeurs sont Radio Nordseewelle GmbH & Co KG et Radio SWS Sturmwellensender GmbH, qui exploite déjà une station de radio événementielle sur l'île de Norderney. Le 18 décembre 2013, les fréquences FM locales sont attribuées à Radio Nordseewelle. Le 21 septembre 2016, Radio Nordseewelle reçoit la deuxième zone de diffusion Wilhelmshaven/Jever/Frise. Lors de la réunion de la NLM du 29 novembre 2017, elle se voit attribuer la troisième zone de transmission Aurich/Emden/Leer.

## Diffusion
Le programme peut être reçu en FM en Frise orientale et à Wilhelmshaven, ainsi que via DAB + à Brême/Bremerhaven et Livestream. Via FM, le programme est diffusé par Radio Nordseewelle sur sept fréquences VHF.
| Émetteur         | Fréquence | Puissance | Programme régionale |
| ---------------- | --------- | --------- | ------------------- |
| Norden           | 88,2 MHz  | 250 W     | Frise orientale     |
| Borkum           | 101,3 MHz | 100 W     | Frise orientale     |
| Jever            | 94,9 MHz  | 250 W     | Frise/Wilhelmshaven |
| Aurich           | 90,6 MHz  | 1000 W    | Frise orientale     |
| Neuharlingersiel | 100,1 MHz | 1000 W    | Frise orientale     |
| Norderney        | 104,0 MHz | 100 W     | Frise orientale     |
| Wilhelmshaven    | 107,5 MHz | 400 W     | Frise/Wilhelmshaven |

## Actionnaires
Les actionnaires de Radio Nordseewelle sont ZGO Zeitungsgruppe Ostfriesland GmbH de Leer (46,4 %), TBD Technische Baudienstleistungen GmbH & Co. KG de Friedeburg (25,2 %), l'avocat Frank Wilken de Leer (10,2 %), Holger Franz de Leer (7,5 %), Joachim Klemm de Leer (5,8 %) ainsi que le directeur général Maik Neudorf (4,9 %).

### Source de la traduction
- (de) Cet article est partiellement ou en totalité issu de l’article de Wikipédia en allemand intitulé « Radio Nordseewelle » (voir la liste des auteurs).